# Galerina annulata
Galerina annulata är en svampart som först beskrevs av J. Favre, och fick sitt nu gällande namn av Rolf Singer 1973. Enligt Catalogue of Life ingår Galerina annulata i släktet Galerina,  och familjen Strophariaceae, men enligt Dyntaxa är tillhörigheten istället släktet Galerina,  och familjen buktryfflar. Artens status i Sverige är: Ej påträffad. Inga underarter finns listade i Catalogue of Life.